# サダーレト・ケトヒュダース
大宰相用人（サダーレト・ケトヒュダース/Sadâret Kethüdası）は、オスマン帝国においてディヴァーヌ・ヒュマーユーンの廃止に至るまで、今日における内務省の職務を担っていた役職の名であり、日本語では大宰相用人と訳される。
ケトヒュダーユ・サドル・アーリー（Kethudây-ı sadr-ı âlî）の名でも知られ、大宰相府の長や大宰相のサポートを行う内務担当官がこう呼ばれた。 1718年以降は御前会議の一員にも加えられたこの役職は、当初は国璽尚書（ニシャンジュ、外務省に相当）と財務長官（デフテルダル、財務省に相当）の下位職であったが、時と共に権力を増していった。
一方、オスマン朝の州総督（Vali）がトルコ共和国においては知事が内務省に組み込まれたことのように、内務省に相当するのは大宰相用人ではなく大宰相とされた。
大宰相用人の主な職務としては、行政の最高レベルでの指示監督、各重要文書の第一段階の検討、議題についての意見決定、大宰相への上申、宰相から発せられる全ての指示書に関する大宰相への提言、文書への押印、指令の暗号作成などが挙げられる。
大宰相は大宰相用人から送られる文書を偽物と見做す権限を持っていた。
上記のような職掌に加え、大宰相用人は、イスタンブール州における文民行政を担い始めるようになった。市場や店で売られるパンや食品の価格は、大宰相用人の下にある部局にてイスタンブールの裁判官、ムフタスィブ、商人の代表との会議で決定された。
マフムト2世の時代、御前会議（ディーヴァーヌ・ヒュマーユーン）に代わって閣僚会議が設立されたことにより、1835年に大宰相用人の職は民事省（ Umur-ı Mülkiye Nezâreti）の一部局である民事書記局（Umûr-ı Mülkiyye Kitabeti）となった。 そののち1837年には民事省が内務省（Dahiliye Nezâreti）に変わり、これに伴い民事書記局も内務書記局（Dahiliye Kâtibi Odası）と改称された。この機関に属する者は共和国時代に至るまでこの役職を維持していた。